# Merano
Merano (italiensk) eller Meran (tysk) er Sydtyrols næststørste by og ligger ved floden Adige (tysk Etsch), hvor Vinschgau, Passeier- og Etschdalen mødes. Af byens 35 100 indbyggere (2004) er 52 % tysktalende og 48 % italiensktalende.
Byen er bedst kendt for sine mange kurbade. 
Kun et par kilometer fra Meran ligger slottet Tirol, der har givet navn til regionen og var stamlen til de første grever i Tyrol.
Indtil 1420 var Meran residensbyen for greverne i Tirol, og forblev officielt Tyrols hovedstad indtil 1848, selv efter at Innsbruck havde taget over som residensby.

## Eksterne links
- Wikimedia Commons har flere filer relateret til Merano
- Officiel hjemmeside
- Meran.eu, Turistbureauet i Meran

1. ↑  demo.istat.it (fra Wikidata).